# The Cosmic Piano
The Cosmic Piano ist ein Jazzalbum von Matthew Shipp. Die am 8. September 2024 im Studio EastSide Sound, New York City, entstandenen Aufnahmen erschienen am 20. Juni 2025 auf Cantaloup Music.

## Hintergrund
Matthew Shipps Alben sind auf zahlreichen Labels wie Thirsty Ear, HatHut, RogueArt oder ESP-Disk zu finden, doch die Produktion für Cantaloupe Music ist eine Premiere. Es ist das Label von Bang on a Can, einem New Yorker Musikerkollektiv, das sich weltweit einen Ruf für die Förderung Neuer Musik erworben hat. Es ist auch für seine genreübergreifende Zusammenarbeit bekannt.

## Titelliste
- Matthew Shipp: The Cosmic Piano (Cantaloup Music)

1. The Cosmic Piano 3:59
2. Cosmic Junk Jazz DNA 8:01
3. Orbit Light 6:21
4. Piano’s DNA Upgrade 5:10
5. The Other Dimensional Tone 6:38
6. Blues Orgasm 5:05
7. Radio Signals from Jazz Keys 2:24
8. Suburban Outerspace 5:25
9. Face to Face 3:16
10. Subconscious Piano 2:08
11. The Future Is in the Past 5:18
12. A Cosmic Thank You 3:19

Die Kompositionen stammen von Matthew Shipp.

## Rezeption
Nach Ansicht von Dan McClenaghan, der das Album in All About Jazz rezensierte, gibt es keine Möglichkeit, das Unbeschreibliche in seiner Musik zu beschreiben, aber es würden sich Fragen stellen. Aus der Perspektive eines über ein Vierteljahrhundert andauernden Eintauchens in Shipps experimentelle klassische Jazz-Bemühungen ließe sich schlussfolgern, dass er – insbesondere seit etwa 2010 – abwechselnd ganze Universen und/oder einzelne Organismen oder sogar ganze Ökosysteme zu erschaffen scheint, in einer Art großer und kleiner Schöpfung. Seine Musik zeichne sich durch Cluster aus, aber auch mehr Akkorde als McCoy Tyner zu seinen temperamentvollsten Zeiten, wirr und düster, wenn sie in Dissonanz und perkussive Begeisterung übergingen, was zu seinen hypnotischen Abschnitten scharfkantiger Wiederholungen führe, gefolgt von Momenten zarter Schönheit, die sich zu fesselnden Organismen entfalte.

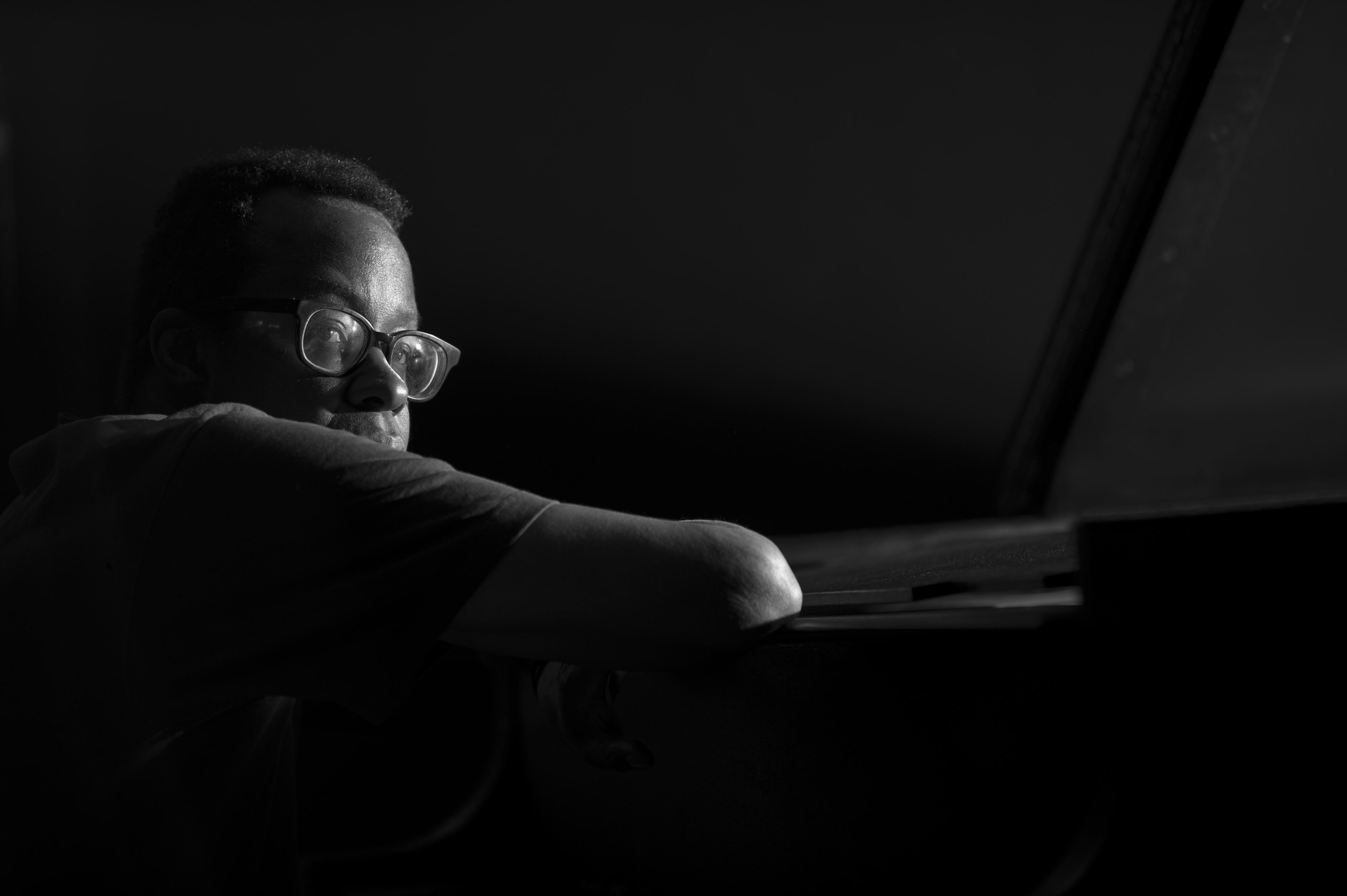
Matthew Shipp (2012)

Nur wenige Künstler sind so produktiv wie Shipp, der über achtzig Alben als Leader oder Co-Leader veröffentlicht hat, meinte Jim Hynes (PostGenre). Diese Art von Produktion lasse meist auf eine gewisse Nachlässigkeit schließen; bei Shepp könne man sich stattdessen darauf verlassen, dass jedes seiner Werke anders ist, so auch dieses. Shipp hatte das Gefühl, dass eine Veränderung des Rahmens seiner Musik es den Hörern ermöglichen könnte, etwas Neues darin zu entdecken, etwas Unerwartetes. Der Pianist liefere jedoch ständig das Unerwartete, doch dieses Album würde mit einer Laufzeit von einer Stunde eine breite Palette von Einflüssen umfassen und sich damit von jüngeren Werken wie Codebreaker (2021) und The Intrinsic Nature of Shipp (2023) unterscheiden. Nichtsdestotrotz seien die Merkmale einer kraftvollen Klangarchitektur, sein beispielloser Einsatz des Haltepedals, das Kontinuum von Melodik bis Dissonanz und die plötzlichen Tempowechsel allgegenwärtig.
Der Aufstieg Matthew Shipps zu Ruhm sei zwar unaufhaltsam gewesen, aber umso lobenswerter wegen der langsamen, aber stetigen Natur seiner Reise, meint Doug Collette in All About Jazz. So spiegle der Verlauf von Shipps Karriere nicht überraschend sein musikalisches Schaffen wider: mit wenigen Ausnahmen würde er sich stets Zeit nehmen, die Möglichkeiten des Materials sowie das Potenzial des Umfeldes voll auszuschöpfen, sei es allein oder mit anderen. Doch die größte Unterscheidung dieses ikonoklastischen Künstlers könnte seine angeborene Fähigkeit sein, die einzigartige Persönlichkeit, die in seiner Soloarbeit so klar ist, aufrechtzuerhalten, wenn er in Gesellschaft gleichgesinnter Freigeister ist. The Cosmic Piano zeige Shipp als einen Künstler, der unbeirrbar geduldig in seinen Erkundungen der spontanen Kreation auf seinem gewählten Instrument sei. Über den Verlauf von einem Dutzend Tracks schwebe und deklamiere der Pianist, und nicht überraschend, würde der Titeltrack diese kontrastierenden Ansätze bekräftigen. Im Laufe des Albums wechsle er zwischen beiden mit unterschiedlicher Geschwindigkeit.